# Máy in dòng

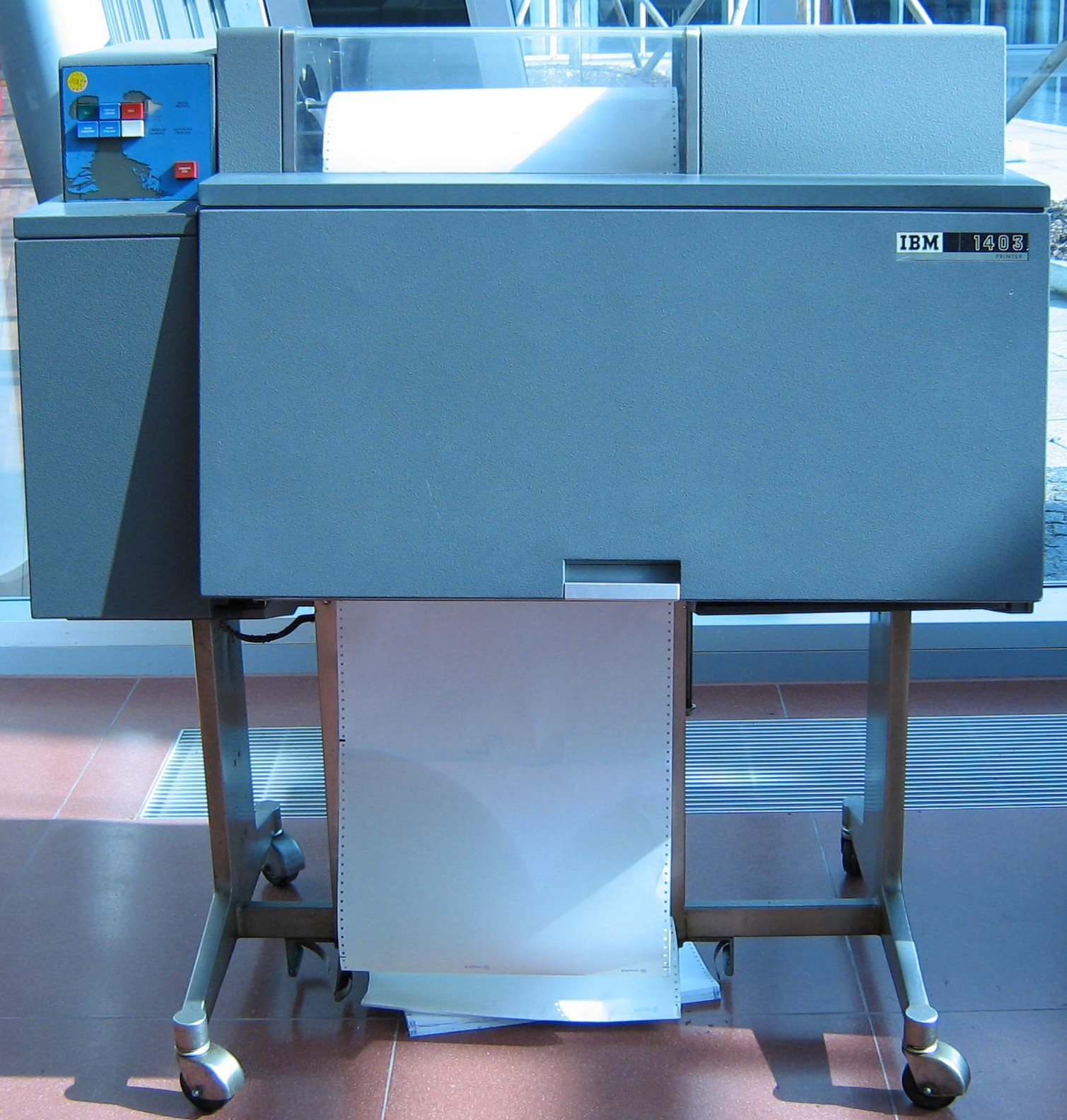
Máy in IBM 1403, tiêu biểu của thời kỳ máy tính lớn (mainframe)

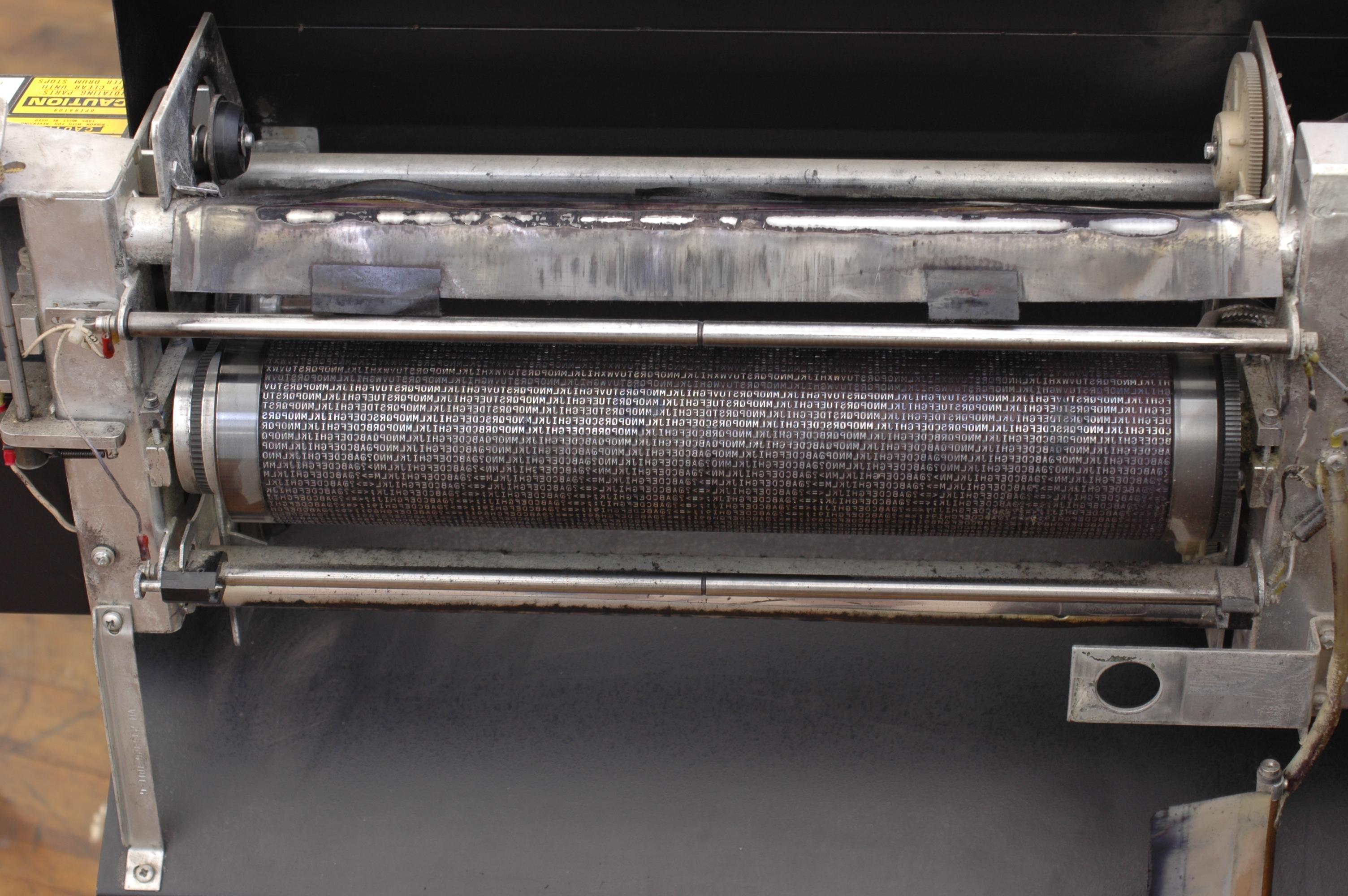
Máy in trống

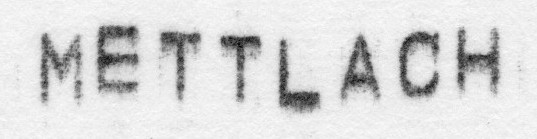
Kiểu chữ điển hình của máy in trống với các ký tự bị xê dịch

Máy in dòng là một máy in kỹ thuật số thực hiện in toàn bộ một dòng văn bản trước khi chuyển sang dòng khác. Hầu hết các máy in dòng thời kỳ đầu là máy in tác động gõ (tạm dịch impact) lên vật liệu nền in. Chúng hoạt động ồn ào như trong xưởng dệt, nên thường được đặt trong các phòng riêng biệt và người phục vụ phải có mũ trùm cách âm.
Máy in dòng hầu hết được liên kết với thiết bị ghi thông tin vào những ngày đầu của máy tính kỹ thuật số. Chúng đã phục vụ xuất nhanh thông tin và biên bản tiến trình điện toán của các trung tâm tính toán, nhưng công nghệ này vẫn được sử dụng. Từ những năm 1950 máy đã có tốc độ in đến 600 dòng mỗi phút  (khoảng 10 trang mỗi phút), sau đó tăng lên tới 1200 dòng/phút. Máy in dòng in một dòng hoàn chỉnh tại một thời điểm và có tốc độ trong khoảng 150 đến 2500 dòng mỗi phút.
Các loại máy in dòng khác nhau là máy in trống, máy in băng và máy in xích. Các công nghệ không tác động gõ khác cũng đã được sử dụng, vì máy in nhiệt theo dòng đã phổ biến trong những năm 1970 và 1980.
Ngày nay nhiều máy in nhiệt, máy in LED,...  là máy in cả dòng ảnh, in các "dòng quét" hợp thành dòng văn bản. Chúng thường được gọi là máy in ma trận dòng (Line matrix printer). Các máy in laser và in phun tạo ra trang in theo kiểu dòng ảnh quét.